# 別里茲基-切切利尼齊基
48°8′23″N 29°38′4″E / 48.13972°N 29.63444°E
別里茲基-切切利尼齊基（烏克蘭語：Берізки-Чечельницькі），是烏克蘭的村落，位於該國西南部文尼察州，由海辛區負責管轄，始建於1690年，面積4.7平方公里，2001年人口990。